# Condado de Villarreal

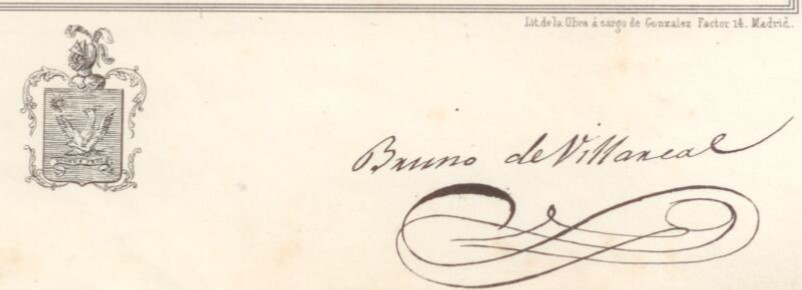
Armas y firma del General Bruno de Villarreal, en un grabado de la década de 1850.

El condado de Villarreal fue un título nobiliario español supuestamente otorgado el 30 de diciembre de 1838 por el pretendiente carlista Carlos María Isidro de Borbón, a favor de Bruno Martínez de Villarreal, teniente general del Ejército carlista. Posteriormente, fue supuestamente otorgada una grandeza de España el 17 de febrero de 1876 por el pretendiente Carlos María de Borbón
El supuesto condado fue reconocido como título del Reino el 4 de mayo de 1960 a favor de José Antonio Martínez de Villarreal y Fernández. La supuesta grandeza de España fue reconocida el 22 de julio de 1967 a favor del mismo.
En un largo preceso que abarcó desde 2016 hasta 2021, se desmostró que era un título falso y quedó anulado.

## Armas
Según las publicaciones de la Asociación de Hidalgos: «Escudo partido: 1º, en campo de gules, una banda de sable, perfilada de oro; 2º, partido a su vez, primero, en campo de plata, tres corazones, de gules, puestos dos y uno, y segundo en campo de sinople, una red de oro cargada de un lobo, de sable. Lema: "In decore fides".» Sin embargo, las armas del general Bruno Pérez de Villarreal en su palacio de Larrea son muy diferentes y así aparecen en el retrato del general publicado en el "Estado Mayor del Ejército Español" (dirigido por Pedro Chamorro y Baquerizo, Imprenta de T. Fortanet, Madrid 1854). Ni las del palacio ni las del grabado tienen corona de conde.

## Condes de Villarreal
|                                                                  | Titular                                                        | Periodo                                                |
| Supuesta creación en 1838 por el pretendiente Carlos V           | Supuesta creación en 1838 por el pretendiente Carlos V         | Supuesta creación en 1838 por el pretendiente Carlos V |
| ---------------------------------------------------------------- | -------------------------------------------------------------- | ------------------------------------------------------ |
| I                                                                | Bruno Pérez de Villarreal                                      | 1838-1861                                              |
| -                                                                | Juan Crisóstomo José Martínez de Villarreal y Díaz de Corcuera |                                                        |
| Reconocimiento en 1960 por Francisco Franco                      |                                                                |                                                        |
| II                                                               | José Antonio Martínez de Villarreal y Fernández-Hermosa        | 1960-2016                                              |
| Anulación del reconocimiento en 2021 por el Consejo de Ministros |                                                                |                                                        |

## Historia de los condes de Villarreal
- Bruno Pérez de Villarreal (1799-1861), supuesto i conde de Villarreal, teniente general del Ejército Carlista.

Hijo de Pedro Antonio Pérez de Villarreal y Sáez de Lecea, y de su esposa Millana Ruiz de Alegría.
Reconocido como Título del Reino en 1960, a favor de:
- José Antonio Martínez de Villarreal y Fernández (después, Fernández-Hermosa) (n.1923, Madrid, 19 de septiembre de 2016), ii conde de Villarreal y grande de España. Catedrático de formación profesional (artes gráficas), miembro titular del Instituto de Cultura Hispánica; Gran Cruz de la Orden de Alfonso X el Sabio, Caballero Gran Cruz de la Orden del Santo Sepulcro de Jerusalén, Gran Cruz de la Sagrada Orden Militar Constantiniana de San Jorge, Presidente de la Real Asociación de Hidalgos de España, y Caballero del Real Cuerpo de Hijosdalgo de la Nobleza de Madrid.

1. Casó en 1950 con María del Rosario Baena y Herrera (1926-2001).

De cuyo matrimonio nacieron dos hijos:
1. José Antonio Martínez de Villarreal y Baena (n.1951), Embajador de España, Director de la Escuela Diplomática. Casó con Susana Chico y Picaza. Con descendencia.
2. María del Rosario Antonio Martínez de Villarreal y Baena, condesa consorte del Sacro Imperio (n.1954). Casó con Pedro José de Rojas y Bernaldo de Quirós, conde del Sacro Imperio. Con descendencia.

## Anulación
Tras la muerte del segundo conde, en noviembre de 2016 su hijo solicitó la sucesión, a la que se unieron otros dos interesados, madre e hijo, descendientes del supuesto concesionario original. Abierto el procedimiento sucesorio, un investigador privado denunció discrepancias entre la documentación oficial en los archivos civiles y eclesiásticos y la aportado por el segundo conde para su rehabilitación, poniendo en duda también que alguna vez se concediera tal título y su grandeza asociada. Ante esta situación, en enero de 2017 el primogénito desistió de su solicitud y, al año siguiente lo hizo una de las interesadas, quedándo como único reclamente el hijo de esta.
Comprobada la documentación aportada para demostrar el parentesco, la Diputación Permanente y Consejo de la Grandeza de España y Títulos del Reino consideró probado que «se trató de una falsificación documental consciente y deliberadamente perpetrada con el fin de engañar a los poderes públicos», y también que la documentación aportada para «probar» la concesión del título y su posterior grandeza era falsa. A pesar de esto, la División de Derechos de Gracia y Otros Derechos del Ministerio de Justicia consideró que, los efectos de los decretos de 1960 y 1967 no podían ser ignorados, y que el falso conde había adquirido estos derechos por usucapión, al haber ostentado el título durante más de 55 años.
El Consejo de Estado dictaminó que el Gobierno debía revisar de oficio los decretos y despachos de 1960 y 1967 para declarar su nulidad, la cual fue acordada por el Consejo de Ministros en su reunión del 8 de junio de 2021.